# Picadero (náutica)
En náutica, y más concretamente en construcción naval, se conoce como picadero, o más corrientemente en plural, picaderos, a los macizos de madera donde descansan algunos puntos de la quilla de un barco, para que sea accesible, como los fondos del buque, durante su construcción.
Están dispuestos de modo que cada uno quede dividido en dos porciones simétricas por el eje del plan de la grada.
Los picaderos se componen de varias piezas prismáticas superpuestas y ligadas entre sí con riostras clavadas y empernadas a todas ellas. Cada picadero, además, se consolida con uno o más contretes o tornapuntas, cuyos pies se afirman a la base del picadero más próximo del lado del mar.
Las caras altas de todos los picaderos forman un conjunto que se llama cama, que es un plano inclinado paralelo al de la grada, situado encima de ésta a la altura de un metro o algo más; con o cual se dispone del espacio necesario para el trabajo de los operarios.
También se dan otras disposiciones distintas a los picaderos, como la que consta de varias piezas superpuestas, de tal modo, que puede aumentarse o disminuirse su altura a voluntad, con objeto de facilitar las operaciones posteriores de la botadura. Este resultado se logra fácilmente, interponiendo entre las piezas componentes de cada picadero dos cuñas, que actúan en direcciones opuestas.
Como la construcción de los buque dura mucho, es conveniente que los picaderos estén resguardados en la grada contra las inclemencias del tiempo, perjudiciales a los materiales de construcción, por medio de cubiertas que puedan ser permanentes o provisionales. Cuando las techumbres son permanentes, se suelen instalar de forma que a lo largo de su armazón puedan correr pescantes móviles, que se utilizan para el transporte de materiales y piezas ya elaboradas de un punto a otro de la grada; así como para el sostenimiento de andamios volantes, etc. Tanto las permanentes como las provisionales tienen comúnmente la forma de un tejado a dos vertientes, dirigidas hacia los costados, babor y estribor, de las gradas.